# Вашингтон (Пенсільванія)
Вашингтон (англ. Washington) — місто (англ. city) в США, адміністративний центр Вашингтон у південно-західній частині штату Пенсільванія. Населення — 13 176 осіб (2020).

## Географія
Вашингтон розташований за координатами 40°10′26″ пн. ш. 80°14′48″ зх. д. / 40.17389° пн. ш. 80.24667° зх. д. (40.173963, -80.246727).  За даними Бюро перепису населення США в 2010 році місто мало площу 7,63 км², уся площа — суходіл.

## Демографія
Згідно з переписом 2010 року, у місті мешкали 13 663 особи в 5755 домогосподарствах у складі 2983 родин. Густота населення становила 1790 осіб/км².  Було 6621 помешкання (867/км²).
Расовий склад населення:
| - 77,7 % — білих - 15,9 % — чорних або афроамериканців - 0,7 % — азіатів - 0,2 % — корінних американців - 0,1 % — вихідців з тихоокеанських островів |

До двох чи більше рас належало 4,6 %. Частка іспаномовних становила 1,8 % від усіх жителів.
За віковим діапазоном населення розподілялося таким чином: 18,1 % — особи молодші 18 років, 67,9 % — особи у віці 18—64 років, 14,0 % — особи у віці 65 років та старші. Медіана віку мешканця становила 38,2 року. На 100 осіб жіночої статі у місті припадало 97,4 чоловіків;  на 100 жінок у віці від 18 років та старших — 96,0 чоловіків також старших 18 років.
Середній дохід на одне домашнє господарство  становив 46 287 доларів США (медіана — 35 204), а середній дохід на одну сім'ю — 56 184 долари (медіана — 47 852). Медіана доходів становила 41 686 доларів для чоловіків та 27 273 долари для жінок. За межею бідності перебувало 23,6 % осіб, у тому числі 36,7 % дітей у віці до 18 років та 10,5 % осіб у віці 65 років та старших.
Цивільне працевлаштоване населення становило 6232 особи. Основні галузі зайнятості: освіта, охорона здоров'я та соціальна допомога — 28,5 %, мистецтво, розваги та відпочинок — 18,2 %, роздрібна торгівля — 14,1 %.